# Peter Bultmann
Peter Friedrich Bultmann (* 1971) ist ein deutscher Jurist. Im April 2011 wurde er von der Humboldt-Universität in Berlin zum außerplanmäßigen Professor ernannt.

## Werdegang
Bultmann studierte Rechtswissenschaften in Tübingen und Berlin, wo er 1997 bei Ulrich Battis promoviert wurde. Im Jahr 1999 erhielt er die Zulassung als Rechtsanwalt und arbeitet derzeit als Jurist in der Rechtsabteilung eines internationalen Unternehmens. Bevor er für die Sozietät Freshfields Bruckhaus Deringer LLP in Berlin als Rechtsanwalt tätig wurde, habilitierte er sich an der Humboldt-Universität mit einer Untersuchung zum Beihilfen- und Vergaberecht.

## Veröffentlichungen
- Lokale Gerechtigkeit im Einbürgerungsrecht, Duncker & Humblot, Schriften zum Öffentlichen Recht Bd. 792, Berlin 1999 (zugleich Dissertation, Humboldt-Universität 1998), 257 Seiten.
- Öffentliches Recht: mit Vertiefung im Gewerbe-, Wettbewerbs-, Subventions- und Vergaberecht, Springer-Verlag, Berlin, Heidelberg, 2. Aufl. 2008 (1. Aufl. 2002), 354 Seiten.
- Anwaltsklausuren, Verlag C. H. Beck, München 2003 (gemeinsam mit Thomas Raiser und Karl-Michael Schmidt; die öffentlich-rechtlichen Klausuren eigenverantwortlich von mir), 324 Seiten.
- Beihilfenrecht und Vergaberecht: Beihilfen und öffentliche Aufträge als funktional äquivalente Instrumente der Wirtschaftslenkung – ein Leistungsvergleich, Jus Publicum, Bd. 109, Mohr Siebeck, Tübingen 2004, 397 Seiten.
- PPP-Vergaberechtsleitfaden, hrsgg. von den PPP-Task Forces des Bundes und des Landes Nordrhein-Westfalen, (gemeinsam mit Friedrich Ludwig Hausmann), 161 Seiten, Berlin 2008.